# Ретиро (автовокзал)
Автовокза́л Рети́ро, или термина́л Рети́ро (исп. Terminal de Ómnibus de Retiro) является основным междугородным автовокзалом Буэнос-Айреса и крупнейшим в Аргентине. Он находится в 300 метрах от железнодорожной станции «Ретиро». Автовокзал связан регулярным автобусным сообщением со всеми частями страны. Кроме того, с автовокзала совершаются регулярные рейсы в города соседних стран, в основном в Монтевидео, Сантьяго, Санта-Крус-де-ла-Сьерра, Асунсьон и бразильские города: Фос-ду-Игуасу, Порту-Алегри и Сан-Паулу.

## История

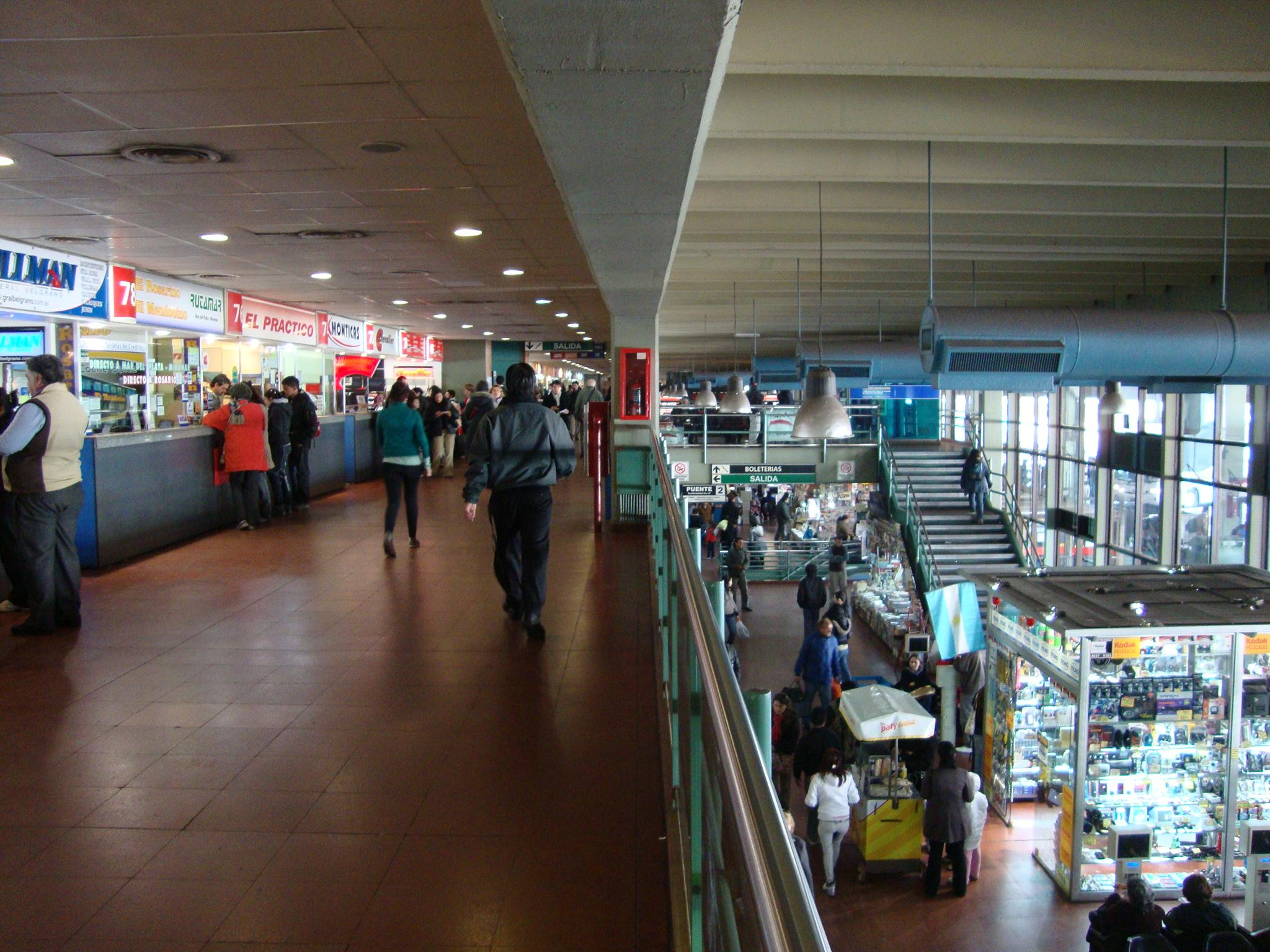
2 и 3 этажи терминала

Автобусный терминал Ретиро был построен фирмой Baiter SA, открыт 1 мая 1983 г. и первоначально объединял 58 автобусных компаний по перевозке пассажиров.
Проект терминала был разработан как решение транспортных проблем, переживаемых городом в результате отсутствия единого терминала, который связал бы все автобусные маршруты и маршруты поездов дальнего следования. В 1980 году был проведён конкурс, который выиграл проект инженеров Фернандо Серра, Хорхе Валера и Рауля Петруччи. В ходе разработки проекта, его критиковали автобусные компании, которые сопротивлялись введению нового терминала, мотивируя это увеличением своих расходов.

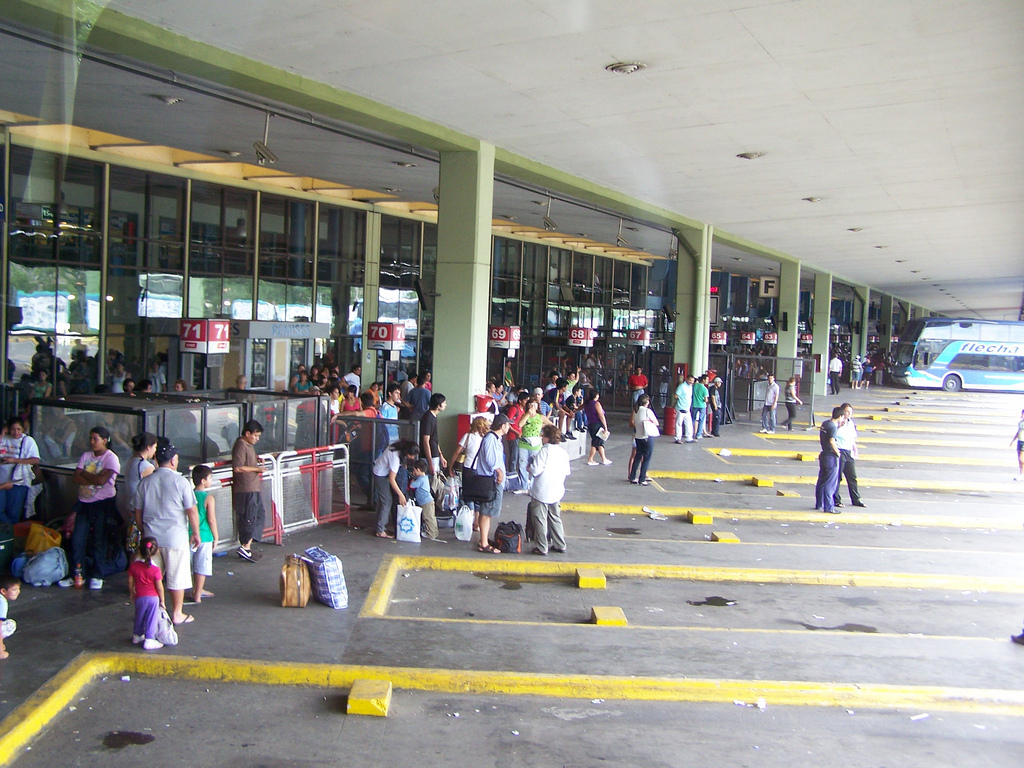
Платформы терминала

Однако в связи с закрытием многих станций железнодорожной системы Аргентины в период с 1991 по 1993 год, выросло число автобусных компаний игнорирующих работу единого терминала. В 1995 году вокзал был перестроен, улица Рамос-Мехия теперь подходила к самому терминалу. К терминалу были подведены три железные дороги. В 1997 году состоялся новый конкурс, на котором победил проект архитекторов Baudizzone-Lestard-Varas, но он не был реализован.

## Особенности

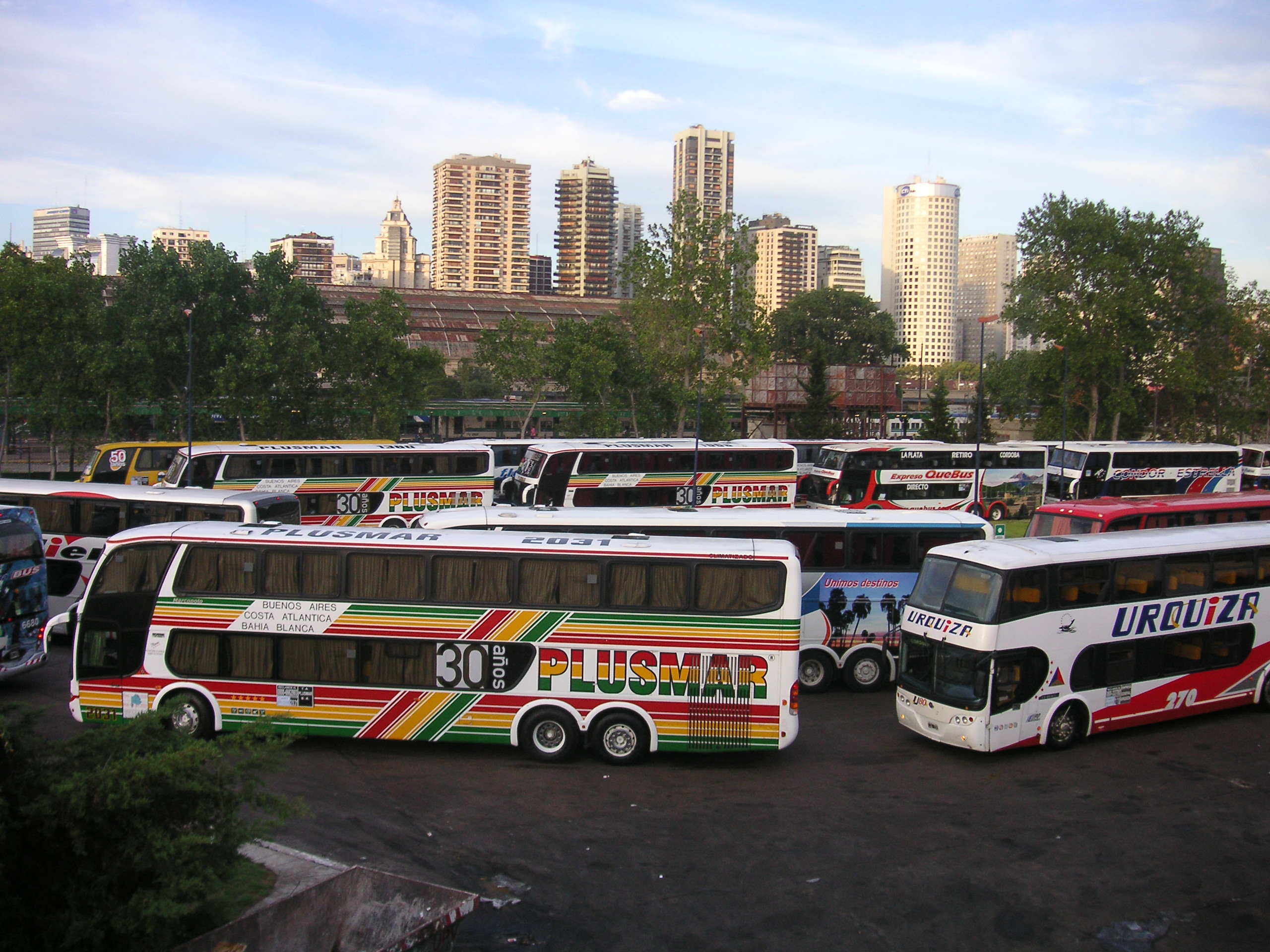
Автобусы в ожидании входа в терминал

Терминал имеет около 400 метров в длину, три уровня и 75 платформ. На первом этаже расположена автостоянка, административные офисы и городские коммунальные услуги. На втором уровне расположены небольшие закусочные, киоски, разнообразные магазины и туалеты. Третий и последний уровень занимают офисы продаж и филиал Banco Ciudad.